# پستالزی ۲۹۷۰
سیارک ۲۹۷۰ (به انگلیسی: 2970 Pestalozzi، نامگذاری:1978UC) دو هزار و نهصد و هفتادمین سیارک کشف شده‌است که در ۲۷ اکتبر ۱۹۷۸ کشف شد.
قدر مطلق سیارک برابر ۱۲٫۵۰ است.